# Lycaena clarki
Espèce
Lycaena clarki est une espèce d'insectes lépidoptères (papillons) de la sous-famille des Lycaeninae (famille des Lycaenidae).

## Répartition
Lycaena clarki se rencontre en Afrique du Sud et au Lesotho.

## Biologie

### Période de vol
Il vole toute l'année en plusieurs générations.

### Plante hôte
Ses plantes hôtes sont Rumex ecklonianus et Rumex lanceolatus.

## Classification
Le nom valide complet (avec auteur) de ce taxon est Lycaena clarki Dickson, 1971.
Cette espèce a été décrite par l'entomologiste sud-africain Charles G. C. Dickson (d) dans une publication attribuée à titre posthume à Gowan C. Clark (d) (1888-1964), auteur des illustrations.
Cette espèce porte le nom vernaculaire anglais de Eastern Sorrel Copper.

### Étymologie
En toute probabilité, son épithète spécifique, clarki, lui a été donnée en l'honneur de l'entomologiste et lépidoptériste sud-africain Gowan C. Clark (1888-1964).

### Publication originale
- (en) Gowan C. Clark et C. G. C. Dickson, Life histories of the South African Lycaenid butterflies, Le Cap, Purnell & Sons SA, 1971, 296 p. (ISBN 978-0360001398, lire en ligne).